# Cultrún
El cultrún (del mapudungún: kultrung) es un instrumento de percusión, membranófono y de golpe directo usado por el pueblo mapuche.

## Descripción

Imagen del Meli Witran Mapu pintado generalmente sobre el cultrún.

Es un membranófono, con membrana atada, de golpe directo, semiesférico (como el timbal), independiente. Mide aproximadamente entre 35 y 40 cm de diámetro superior y una altura de 12 a 15 cm. Su cuerpo es de madera de canelo, laurel, lenga o lingue, cortada en invierno para que no se parta. Se construye ahuecando un tronco hasta darle a la caja de resonancia la forma de un cono abierto o cóncavo, con forma de fuentón. Posteriormente, se le adhiere un parche de cuero de cordero o caballo cubriendo la boca, tensado con ataduras de cuero abrazando el cuerpo del tambor.  

## Usos
El cultrún es un tambor ceremonial y el instrumento musical más importante de la cultura mapuche, utilizado principalmente por los machis (figura médica tradicional) para los rituales religiosos y culturales, así como durante la rogativa del Ngillatun, ceremonia típica mapuche.
Se ejecuta de dos maneras: sostenido en la mano y percutido con una baqueta o apoyado en el suelo y percutido con dos baquetas. 
En la cosmovisión mapuche, el cultrún representa la mitad del universo o del mundo en su forma semiesférica; en el parche se encuentran representados los cuatro puntos cardinales, que son los poderes omnipotentes de Ngünechen, dominador de las personas, los cuales están representados por dos líneas a manera de cruz y sus extremos se ramifican en tres líneas más, representando las patas del choyke (ñandú); dentro de los cuartos que quedan divididos por las líneas anteriormente descritas, se dibujan las cuatro estaciones del año.